# Manihot chlorosticta
Manihot chlorosticta är en törelväxtart som beskrevs av Paul Carpenter Standley och Edward Alphonso Goldman. Manihot chlorosticta ingår i släktet Manihot och familjen törelväxter. Inga underarter finns listade i Catalogue of Life.